# 全力映画
全力映画は、一般から募った新人から経験者の無名の俳優と、若手監督が数か月間に渡り、演技指導（ワークショップオーディション）を行い、映画撮影に臨む企画。
完成作品はすべて劇場での公開を目指す。国を問わずに作品を上映するためにも英語字幕までの作業を行う。

## 作品
- 『かぞく』
韓国全州国際映画祭2012ワールドシネマ部門正式招待
監督：松永大司
出演：高野春樹、南部真人、金原有亮

- 『ボーイ・ミーツ・ガール』
監督：山岡大祐
出演：大和、丸山いずみ、平紳五

- 『冬の爆弾』
第14回韓国大邱短編映画祭正式招待
監督：森英人
出演：木村紗貴、鈴木逸豊、田村智浩

- 『もはや　ないもの』
SKIPシティ国際Dシネマ映画祭2013
短編コンペティション部門　奨励賞&川口市民賞受賞
監督：三宅伸行
出演：土井晃範、中村安理、西山康平

- 『いいね！』
FOXムービープレミアム短編映画祭2013最優秀作品受賞
監督：山岡大祐
出演：増井香里、多可未、堀内亮太

- 『籠の中』
監督：伊月肇
出演：松本ふみか、佐藤亮、木村紗貴

- 『008』
監督：高橋康進
出演：新晟聡、高野春樹、小川ゲン

- 『トーキョービッチ,アイラブユー』
第14回東京フィルメックスコンペティション部門正式出品
監督：吉田光希
出演：八椛裕、武本健嗣、小嶋喜生

- 『微熱』
第14回イマジンインディア国際映画祭ベストショートフィルム受賞
監督：小澤雅人
出演：佐々木佑磨、荻野みかん、山直礼実

- 『全力！えんじゃ道。』
監督：七字幸久
出演：坂本海、西直人、齊藤さおり

## 劇場上映
- 『新春全力映画祭』＠渋谷ユーロスペース
2016年1月9日（土）〜1月22日（金）